# Gamma Camelopardalis
Gamma Camelopardalis ( Camelopardalis) é uma estrela na direção da constelação de Camelopardalis. Possui uma ascensão reta de 03h 50m 21.48s e uma declinação de +71° 19′ 56.5″. Sua magnitude aparente é igual a 4.59. Considerando sua distância de 335 anos-luz em relação à Terra, sua magnitude absoluta é igual a −0.47. Pertence à classe espectral A2IVn.